# Dominik Guzmán

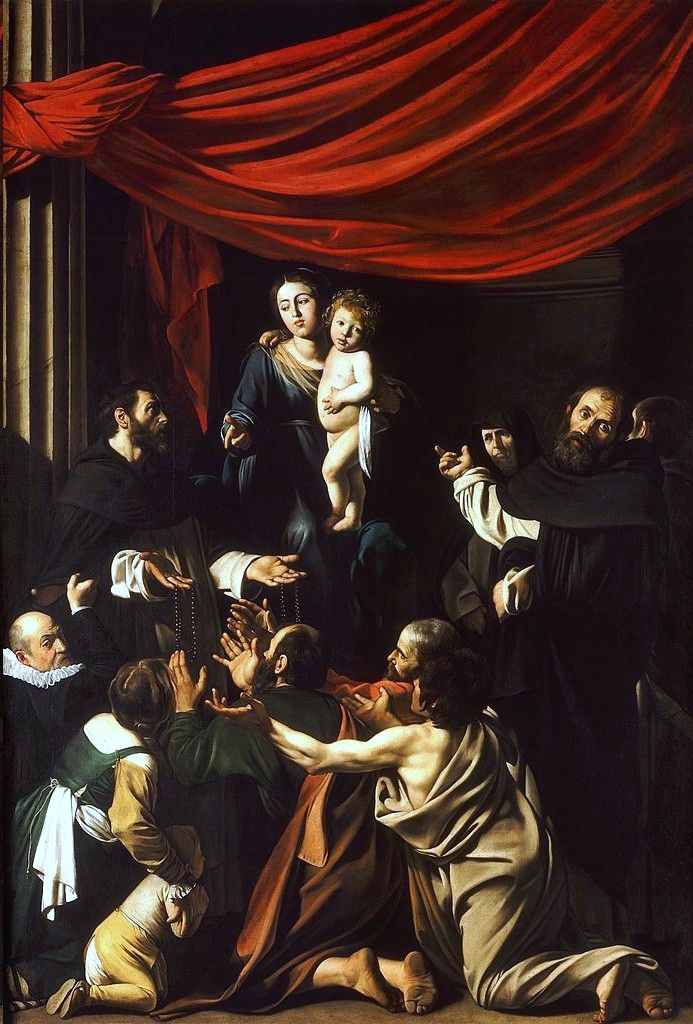
Madonna Różańcowa Caravaggia, na obrazie przedstawiona jest Matka Boża ofiarująca różaniec św. Dominikowi

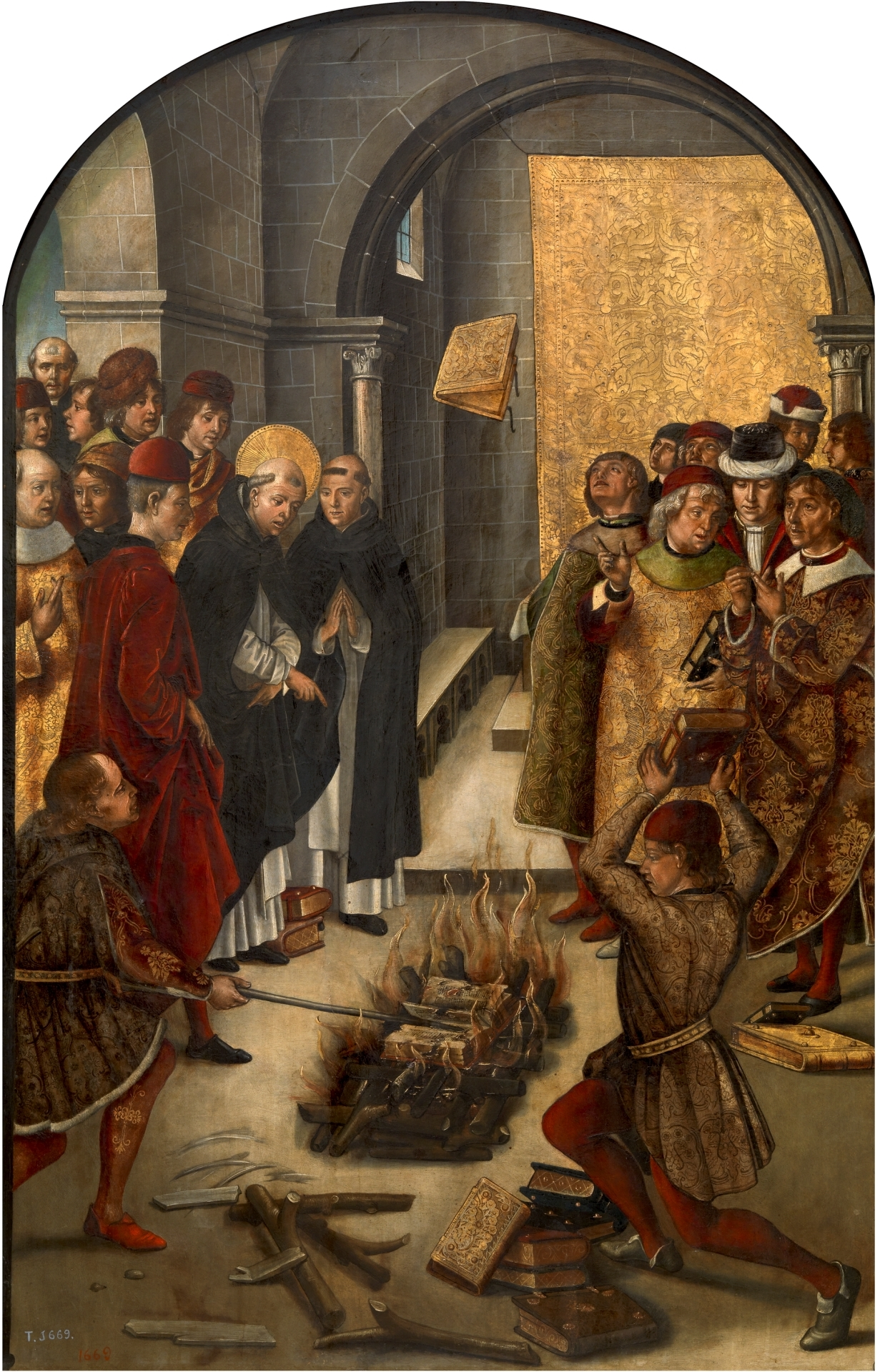
Święty Dominik i albigensi, obraz pędzla Pedra Berruguete z XV wieku przedstawia cud w Fanjeaux, gdzie według dzieła Libellus Jordana z Saksonii, księgi katarów i katolików zostały potraktowane ogniem w obecności świętego Dominika, przy czym katolickie trzykrotnie oparły się płomieniom.

Dominik Guzmán (hiszp. Domingo Nuñez de Guzmán; ur. ok. 1171–1173 w Caleruedze, zm. 6 sierpnia 1221 w Bolonii) – kastylijski prezbiter, założyciel Zakonu Kaznodziejskiego, święty Kościoła katolickiego.

## Życiorys
Urodził się ok. 1171–1173 w Caleruedze, jako syn Félixa Núñeza i Joanny z Azy; miał dwóch braci: starszego Manesa oraz młodszego Antoniego. Jego związki z rodem Guzmánów są głęboko zakorzenione w hagiografii, choć część historyków podaje je w wątpliwość. W czasach Dominika był zwyczaj powtarzania imion w zamożnych rodach, a wśród XII-wiecznych Guzmánów nie są znane osoby o imionach Felix, Dominik czy Manes. Ponadto żaden z członków rodu nie wspierał Dominika w działalności kaznodziejskiej, mimo że jeden z nich był wicehrabią Narbony. Żaden z pierwszych towarzyszy i autorów biografii Dominika, jak Jordan z Saksonii czy Rajmund z Penyafortu nie wspominają o jego związkach z Guzmánami. Istnieje prawdopodobieństwo, że szlachecki ród przypisał sobie pokrewieństwo Dominika dopiero po jego kanonizacji.
Ojciec przyszłego świętego, Felix prawdopodobnie był kupcem, a jego rodzina była umiarkowanie zamożna. Dominik otrzymał swoje imię na cześć benedyktyńskiego opata Dominika z Silos. Podstawowe wykształcenie odebrał od swojego wuja, archiprezbitera w Gumiel de Izán, a w wieku nastoletnim udał się do Palencii, gdzie studiował sztuki wyzwolone i potem teologię. W czasie klęski głodu sprzedał wszystkie książki, aby pomóc ubogim. W 1196 roku przyjął święcenia kapłańskie, a wkrótce potem został kanonikiem kapituły katedralnej w Osmie. 13 stycznia 1201 roku mianowano go subprzeorem kapituły. Dwa lata później udał się z biskupem Diegiem z Acebo na misję zeswatania syna króla Alfonsa VIII, Ferdynanda. Wybranką kastylijskiego infanta miała być księżniczka duńska, siostrzenica Kanuta VI i Waldemara II. Do małżeństwa jednak nie doszło, gdyż dziewczyna przedwcześnie zmarła. W trakcie wyprawy obaj natknęli się na katarów i Połowców, których chcieli ewangelizować. W tym celu w drodze powrotnej udali się do Rzymu, gdzie biskup poprosił Innocentego III o zwolnienie go z zarządzania diecezją i wysłanie na misje. Papież nie wyraził zgody, ale Diego i Dominik udali się jeszcze do Citeaux, gdzie biskup został cystersem i wyruszył w dalszą drogę. W 1206 roku dotarli do Montpellier, gdzie spotkali mnichów usiłujących nawrócić albigensów i waldensów. Papiescy legaci byli zniechęceni ewangelizacją, toteż Diego i Dominik dołączyli do nich. Głosili kazania w Servian, Béziers i Carcassonne, co zostało zaaprobowane przez Innocentego III. Jesienią 1207 roku legaci papiescy powrócili do swoich klasztorów, a biskup Diego do swojej diecezji, gdzie wkrótce potem zmarł. Na początku 1208 roku jeden z papieskich legatów, Piotr z Castelnau, został zamordowany przez zwolennika Rajmunda VI. To wydarzenie spowodowało wybuch wojen albigeńskich. Dominik nie brał udziału w walkach, ale przyjaźnił się z Szymonem z Montfort. Przez pewien czas pełnił funkcję proboszcza w Pouille, a następnie przeniósł się do Tuluzy, gdzie blisko współpracował z biskupem Fulko.

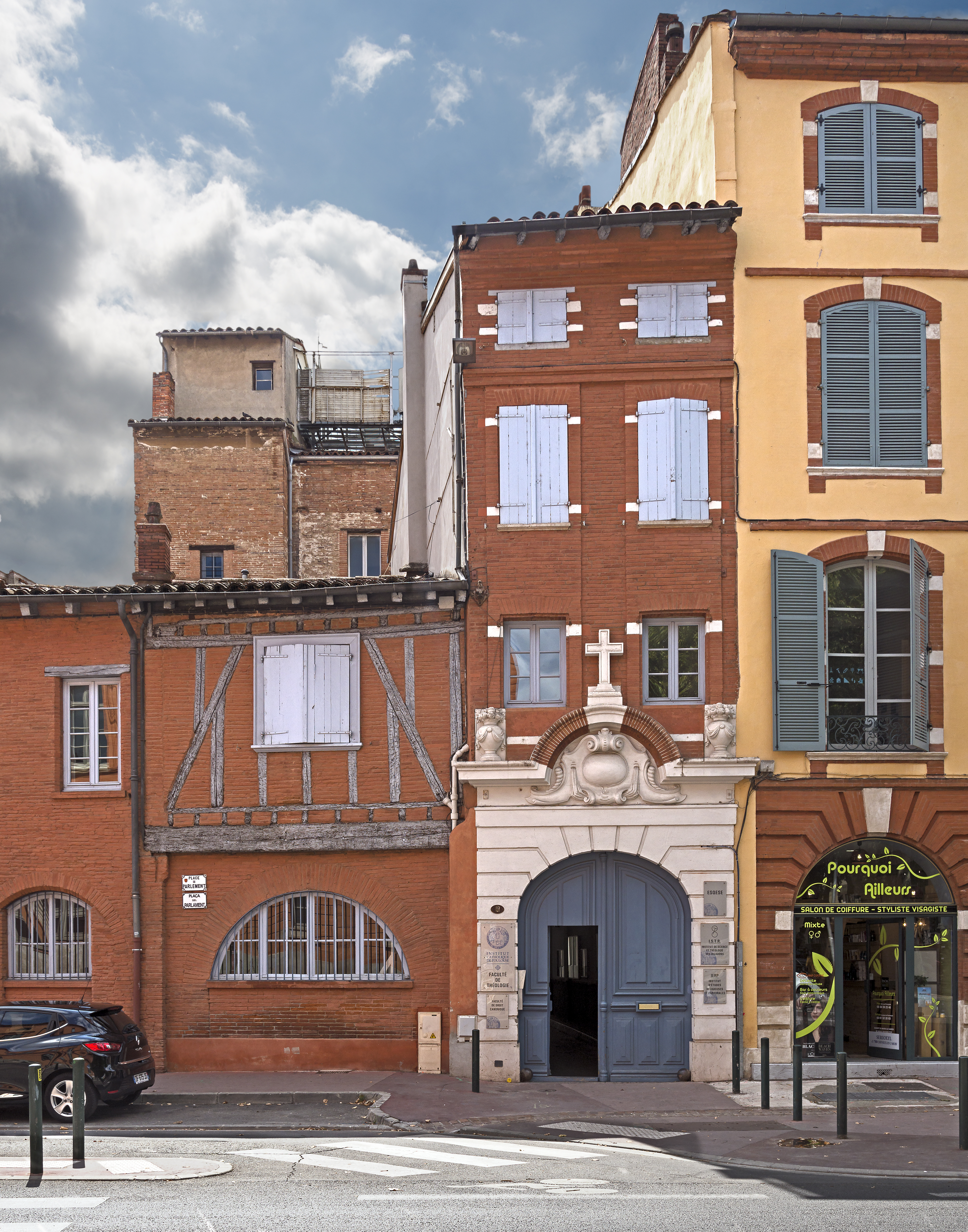

W 1215 roku Dominik i Fulko udali się do bazyliki laterańskiej na sobór powszechny. Przedstawili papieżowi plan powołania nowego zakonu, z prośbą o zatwierdzenie nowej reguły. Innocenty początkowo odmówił, jednak według relacji Rainiero da Viterbo, zmienił zdanie gdy wyśnił sen, w którym zobaczył ubogiego mężczyznę podtrzymującego katedrę papieską. Papież zaaprobował nowy zakon, jednak w trosce o jego trwałość prosił, by mnisi wykorzystali którąś z już istniejących reguł. Dominik wybrał regułę św. Augustyna z elementami zwyczajów norbertańskich.
Następnie powrócił do Tuluzy, gdzie wraz z kilkoma braćmi kontynuował działalność ewangelizacyjną. Nie mieli oni wówczas ani własnego klasztoru, ani Kościoła. Dopiero w 1216 roku kanonicy katedry tuluskiej przekazali mnichom kościół św. Romana. 22 grudnia tego samego roku Honoriusz III podpisał bullę powołującą zgromadzenie zakonne w Tuluzie, a miesiąc później (21 stycznia 1217) – kolejną bullę powołującą Zakon Kaznodziejski. Dominik zajął się organizacją klasztorów, choć jego marzeniem była wyprawa misyjna w celu nawracania Prusów. Już jesienią 1217 roku podjął decyzję o wysłaniu braci do Francji oraz Hiszpanii. Kilka miesięcy później ponownie udał się do Rzymu, gdzie otrzymał od papieża pierwszy list polecający dominikanów. W trakcie pobytu cały czas pełnił posługę kaznodziejską. Wiosną 1218 roku wyruszył do Hiszpanii, po drodze odwiedzając Bolonię, Tuluzę i Prouille. Gdy dotarł do Katalonii, skoncentrował swe wysiłki by założyć pierwszy dominikański klasztor na Półwyspie Iberyjskim. Misja zakończyła się powodzeniem – pierwszy klasztor powstał w Segowii. Następnie udał się do Paryża, gdzie w przykościelnym hospicjum mieszkało już ok. 30 braci. Dominikanie nie mieli wówczas prawa głoszenia kazań ani odprawiania oficjum. Zmieniło się to dzięki interwencji papieża 11 grudnia 1219 roku. Dominik przyjął tam także kilku nowicjuszy (m.in. Jordania z Saksonii) i rozesłał braci, tak jak dwa lata wcześniej w Tuluzie. Wkrótce potem wyruszył do Italii z dwoma współbraćmi: Janem i Wilhelmem. Odwiedzili Mediolan, Parmę, Modenę i Bolonię. Ze względu na opór miejscowego biskupa i świeckiego patrona, dominikanie nie mogli założyć tam klasztoru. Dopiero interwencja kardynała Ugolina Conti umożliwiła przekazanie zakonowi kościoła św. Mikołaja de Vineis. Dominik osiadł w Bolonii, skąd wyruszał do Viterbo i Rzymu, by zabiegać o papieskie bulle dla zakonu. Na polecenie Honoriusza III nakłonił zakonnice z klasztoru Santa Maria in Tempulo do reformy i przeniesienia się do kościoła św. Sykstusa. Głosił także kazania we Florencji, Sienie i miastach Lombardii.
20 maja 1220 roku zwołał kapitułę generalną w Bolonii, gdzie złożył urząd mistrza zakonu, jednak bracia ponownie wybrali go na tę funkcję. Kolejna kapituła odbyła się 2 czerwca 1221 roku. Wbrew powszechnej opinii, nie zapadła na niej decyzja podziału zakonu na prowincje. Pięć dni później wyruszył do Wenecji, skąd powrócił 28 lipca. Był już wówczas bardzo chory, a 6 sierpnia jego stan jeszcze się pogorszył. Zmarł tego samego dnia i został pochowany w Bolonii.

## Duchowość Dominika
Świadkowie życia Dominika, przede wszystkim jego bracia ze wspólnoty braci kaznodziejów, świadczyli w czasie procesu kanonizacyjnego, że był człowiekiem nieustannej modlitwy. Ponieważ był często w drodze, odbywając długie dystanse pieszo, modlił się w czasie marszu. Zachodził do klasztorów, żeby się pomodlić z mnichami, śpiewającymi Liturgię godzin, albo do sanktuariów, by spędzić tam dzień modlitwy. Modlił się w lesie, „nie przejmując się wygłodniałymi wilkami, które przecież atakowały wielu ludzi”. Gdy był w klasztorze, długie godziny spędzał w kaplicy. Modlił się całym sobą, tak żeby serce pobudzało ciało, a ciało z kolei pobudzało serce. Doznawał często ekstaz. Cicha modlitwa niekiedy przeradzała się w krzyk, budząc braci w dormitorium i ich z kolei wzruszając „do łez”. Zmorzony snem, składał głowę na stopniu ołtarza, a nieco pokrzepiony znów podejmował modlitwę. Treścią jego modlitwy najczęściej było wstawiennictwo za ludźmi, za grzesznikami, ale wstawiał się także za Żydów, muzułmanów i pogan. Modlił się za tych, którzy tkwili w ciemnościach „włącznie z potępionymi w piekle, nad którymi ronił gorzkie łzy” .
Centralne miejsce w jego modlitwie zajmował Chrystus ukrzyżowany oraz dialog z Nim za pośrednictwem Pisma Świętego i pism duchowych. Dominik często wpatrywał się w przedstawienia Ukrzyżowanego i skłaniał się przed nimi. Tak go też często malował Fra Angelico na swych freskach. W jedności z cierpieniami Zbawiciela Dominik nie stronił, zgodnie ze zwyczajami duchowymi średniowiecza, od fizycznych umartwień, postów, nakładania potrójnego łańcucha w czasie nocnych czuwań, a także biczowania. Używał do tego tzw. dyscypliny z żelaznymi łańcuszkami i mówił: Twoja dyscyplina kieruje mnie prosto ku mojemu celowi. Z szacunku dla przykładu św. Dominika, bracia po jego śmierci ustalili, że codziennie po komplecie będą przyjmowali dyscyplinę z gałązek na obnażone plecy, odmawiając Miserere lub De Profundis. Nosił ze sobą nieustannie Ewangelię Mateusza oraz Listy Pawłowe. Oddawał się też lekturze innych pism duchowych. Współczesny mu opis jego życia modlitewnego, pod tytułem Dziewięć sposobów modlitwy św. Dominika, mówi o jego zmaganiu się z tekstem duchowym:

Siedząc cicho otwierał przed sobą jakąś książkę i, wpierw przeżegnawszy się, czytał. Odczuwał w duchu wielką słodycz, tak jakby słyszał samego Boga mówiącego. Jak powiada psalm: Będę słuchał tego, co Pan Bóg mówi w mym sercu (Ps 85 [84], 9). I jakby prowadził dysputę z przyjacielem, raz przybierał postać zniecierpliwionego kręcąc energicznie głową, potem jakby cicho słuchał i bił się w piersi. I znów widziałeś go dyskutującego i zmagającego się i śmiejącego się i płaczącego – wszystko naraz. Gdyby ktoś przez ciekawość chciał się z ukrycia przyjrzeć św. Dominikowi, zobaczyłby, że jest on jak Mojżesz, który, udawszy się w głąb pustyni, zobaczył tam krzak gorejący i usłyszał Boga mówiącego i wzywającego, by się przed Nim uniżył. Miał mąż Boży typową dla proroków cechę szybkiego przechodzenia od czytania do modlitwy i od rozmyślania do kontemplacji .

## Kult
24 maja 1233 roku rozpoczął się jego proces kanonizacyjny. 3 lipca 1234 został kanonizowany przez papieża Grzegorza IX.
Jego wspomnienie liturgiczne obchodzone jest 8 sierpnia, natomiast w nadzwyczajnej formie rytu rzymskiego 4 sierpnia.

### Portret

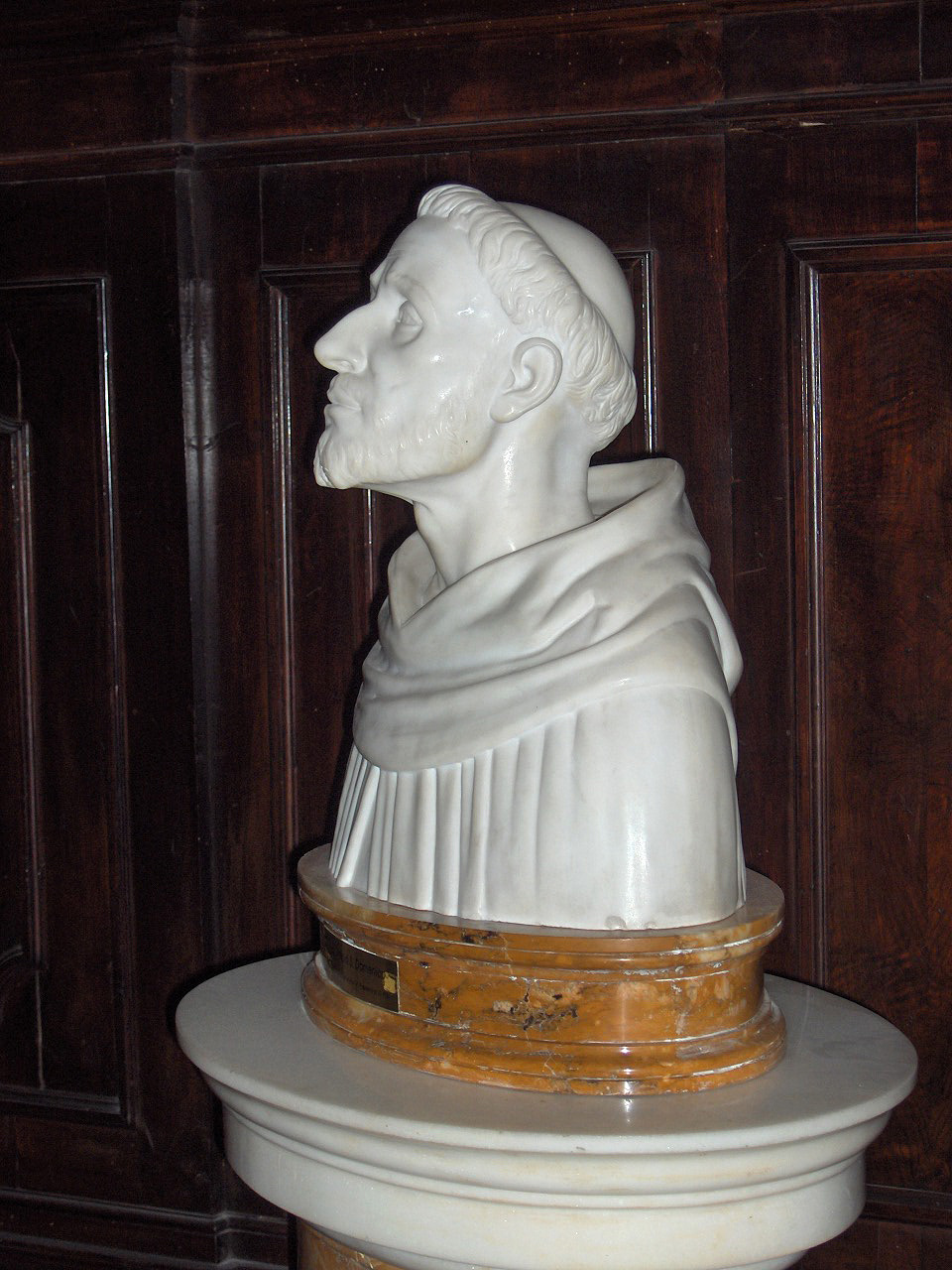
Popiersie św. Dominika; autorstwa Carlo Pini

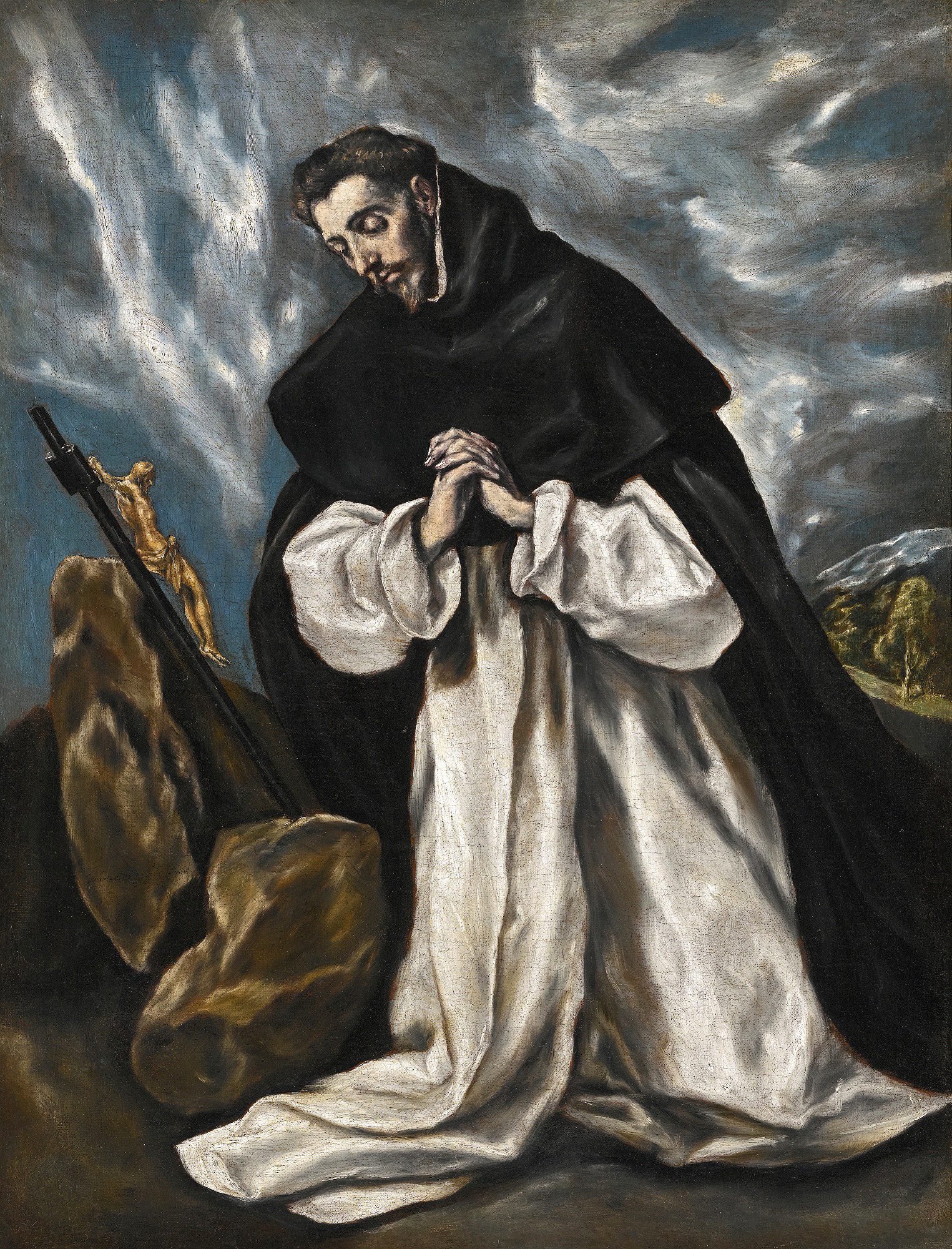
Modlitwa świętego Dominika; obraz pędzla El Greca

Szczegóły wyglądu zewnętrznego św. Dominika przekazała mniszka dominikańska, bł. Cecylia Cesarini – mieszkająca na początku XIII wieku w klasztorze przy bazylice św. Sykstusa w Rzymie:

Oto portret błogosławionego Dominika: był wzrostu średniego, szczupłej budowy ciała, twarzy pięknej i lekko zarumienionej, włosy i broda rudawe, piękne oczy. Z jego czoła i rzęs promieniował jakiś rodzaj blasku, wzbudzającego u wszystkich cześć i miłość. Zawsze był uśmiechnięty i radosny, chyba że czyjeś zmartwienie obudziło jego współczucie. Miał smukłe i piękne dłonie, silny i piękny głos. Nigdy nie był łysy i wianek włosów wokół tonsury pozostawał zawsze kompletny, z rzadka przesiany białymi nitkami.

W 1946 r. przeprowadzono badania antropometryczne czaszki świętego, na podstawie których Carlo Pini wykonał marmurowe popiersie, przechowywane obecnie w bazylice św. Dominika w Bolonii.

### Ikonografia
W ikonografii św. Dominik przedstawiany jest w białym dominikańskim habicie z czarną kapą, trzymający w ręku księgę (Biblię, bądź też symbol nauki i rozumowego podejścia do wiary), a czasem też białą lilię (symbol czystości) i kij pielgrzymi (symbol kaznodziei-wędrowca).
Często u jego stóp ukazany jest pies z płonącą pochodnią w pysku, stojący na kuli ziemskiej. Pies w biało-czarne łaty (kolory habitu dominikańskiego) symbolizuje także samych dominikanów (Domini canes – psy pańskie).

## Dzieła
Dominik nie pozostawił po sobie żadnych pism. Najstarsze wiadomości o jego życiu zawarte są w dwóch dziełach:
- Książeczka o początkach Zakonu Kaznodziejów (łac. Libellus) napisana przez następcę św. Dominika, bł. Jordana z Saksonii (wydanie polskie: przekład o. Mirosław Wylęgała OP, Oficyna wydawniczo-poligraficzna „Adam”, Warszawa 2008),
- Vitae fratrum, napisane w latach 1206–1259, opowiadające o początkach istnienia Zakonu Kaznodziejskiego, zawierające m.in. „Dziewięć sposobów modlitwy św. Dominika” (brak polskiego wydania)